# Museo Palacio Mercader
El museo Palacio Mercader (en catalán, y oficialmente, Museu Palau Mercader), en Cornellá de Llobregat (provincia de Barcelona), está ubicado en la planta principal del Palacio de Can Mercader, y su fondo consta de más de 3.000 objetos que conformaban el museo del conde de Belloch. El Museo Palacio Mercader expone la forma de vida y las afinidades culturales y artísticas de una familia aristocrática del siglo XIX. Se inauguró el 23 de abril de 1995 y pertenece a la Red de Museos Locales de la Diputación de Barcelona.
El edificio fue construido en el siglo XIX por Josep Domínguez Valls siguiendo un estilo ecléctico. Es un edificio residencial de planta con el patio central cubierto por una vidriera y con torres poligonales en los ángulos. La fachada principal y el balcón se estructuran de forma simétrica, con cornisas continuas que se adaptan al perfil de las ventanas, confiriendo un ritmo ondulado que sirve para regular la horizontalidad del conjunto. El interior, dividido en tres plantas, contiene varias habitaciones decoradas siguiendo estilos diversos. Para su habilitación como museo, el edificio sufrió una profunda restructuración financiada conjuntamente por el Ayuntamiento de Cornellá y la Diputación de Barcelona.